# José Luis León Leiva
José Luis León Leiva (Santiago, 18 de enero de 1938-ibídem, 25 de junio de 2021) fue un diplomático chileno.

## Biografía
Nació en Santiago de Chile, hijo de Alejandro León Contreras y Malvina Leiva Lara. Sobrino tataranieto del diputado Pedro Nolasco León Toro, y tío del también diplomático Ricardo León Valdés. Contrajo matrimonio con Marta Márquez García, hija del militar y poeta español Miguel Márquez Soler, con quien tuvo seis hijos.
Estudió derecho en la Pontificia Universidad Católica de Chile, se formó como diplomático en la Academia Diplomática de Chile y en la Escuela Diplomática de España. En esta última escribió su memoria, Aspectos prácticos del derecho de asilo.

## Carrera diplomática
En 1964 ingresó al servicio del Ministerio de Relaciones Exteriores de su país. En 1967 fue designado Cónsul de Chile en la capital española de Madrid, cargo que ejerció hasta 1972. El gobierno de Augusto Pinochet lo envió entre 1974 y 1980 como consejero de la embajada y Cónsul General en la República de Panamá. En esa calidad, fue jefe de la misión chilena, como encargado de negocios ad interim entre 1976 y 1977, hasta la designación de Fernando Paredes Pizarro como embajador en propiedad. Posteriormente fue nombrado consejero en la embajada chilena ante el Reino de Marruecos (1981-1984), y luego ante la República de Venezuela (1984-1986).

León con Jordi Pujol en 1995.

En su país, ejerció como Jefe de los departamentos de Europa, América y Organización de Estados Americanos, y fue Subdirector de Ceremonial y Protocolo, así como Secretario de Estudios de la Academia Diplomática Andrés Bello. Representó a Chile en diversas conferencias internacionales.
El 1 de abril de 1987, estuvo presente en la comitiva que recibió al Papa San Juan Pablo II en el aeropuerto de Santiago, al inicio de su visita pastoral a Chile.
Fue Cónsul General de Chile en Madrid (1988-1991). En 1992, como cónsul de Chile en Neuquén, fue el encargado de entregar al obispo y activista Jaime de Nevares la Orden de Bernardo O'Higgins concedida por el gobierno de Patricio Aylwin. En 1995 fue nombrado cónsul general de Chile en Barcelona, y en 2000 fue nombrado cónsul general en la ciudad de Arequipa.
Falleció en Santiago el 25 de junio de 2021.